# Remo nos Jogos Olímpicos de Verão de 2024 - Skiff duplo leve masculino
A competição do skiff duplo leve masculino do remo nos Jogos Olímpicos de Verão de 2024 ocorreu entre 28 de julho e 2 de agosto de 2024 no Estádio Náutico de Vaires-sur-Marne, na Ilha de França. Um total de 32 remadores de 16 Comitês Olímpicos Nacionais (CON) participaram do evento. Este evento não será mais disputado em Jogos Olímpicos, já que a partir 2028 será substituído pelo remo costeiro, disputado na praia.

## Qualificação
Cada CON poderia classificar um único barco (dois remadores) no skiff duplo leve masculino. Um total de 16 vagas estavam disponíveis, sendo distribuídas da seguinte forma:
- 7 pelo Campeonato Mundial de Remo de 2023;
- 1 pela regata de qualificação olímpica da África;
- 2 pela regata de qualificação olímpica das Américas;
- 2 pela regata de qualificação olímpica da Ásia e Oceania;
- 2 pela regata de qualificação olímpica da Europa;
- 2 pela regata final de qualificação olímpica.

## Formato
No skiff duplo leve cada barco é impulsionado por dois remadores. Por serem barcos parelhos, cada remador usa dois remos, um de cada lado do barco; isso contrasta com os barcos de pontas em que cada remador tem remos em apenas um lado. A competição consiste em rodadas e usa o formato de três fases. As finais são realizadas para determinar a colocação de cada barco (na final A são definidos os medalhistas). O percurso usa a distância de 2000 metros que se tornou o padrão olímpico em 1912.

## Calendário
Horário local (UTC+2)
| Dia         | Horário | Fase          |
| ----------- | ------- | ------------- |
| 28 de julho | 12:00   | Eliminatórias |
| 29 de julho | 10:40   | Repescagem    |
| 31 de julho | 9:30    | Final C       |
| 31 de julho | 11:14   | Semifinais    |
| 2 de agosto | 11:06   | Final B       |
| 2 de agosto | 12:02   | Final A       |

## Medalhistas
| Ouro   | IRL Fintan McCarthy e Paul O'Donovan              |
| Prata  | ITA Stefano Oppo e Gabriel Soares                 |
| Bronze | GRE Petros Gkaidatzis e Antonios Papakonstantinou |

## Resultados

### Eliminatórias

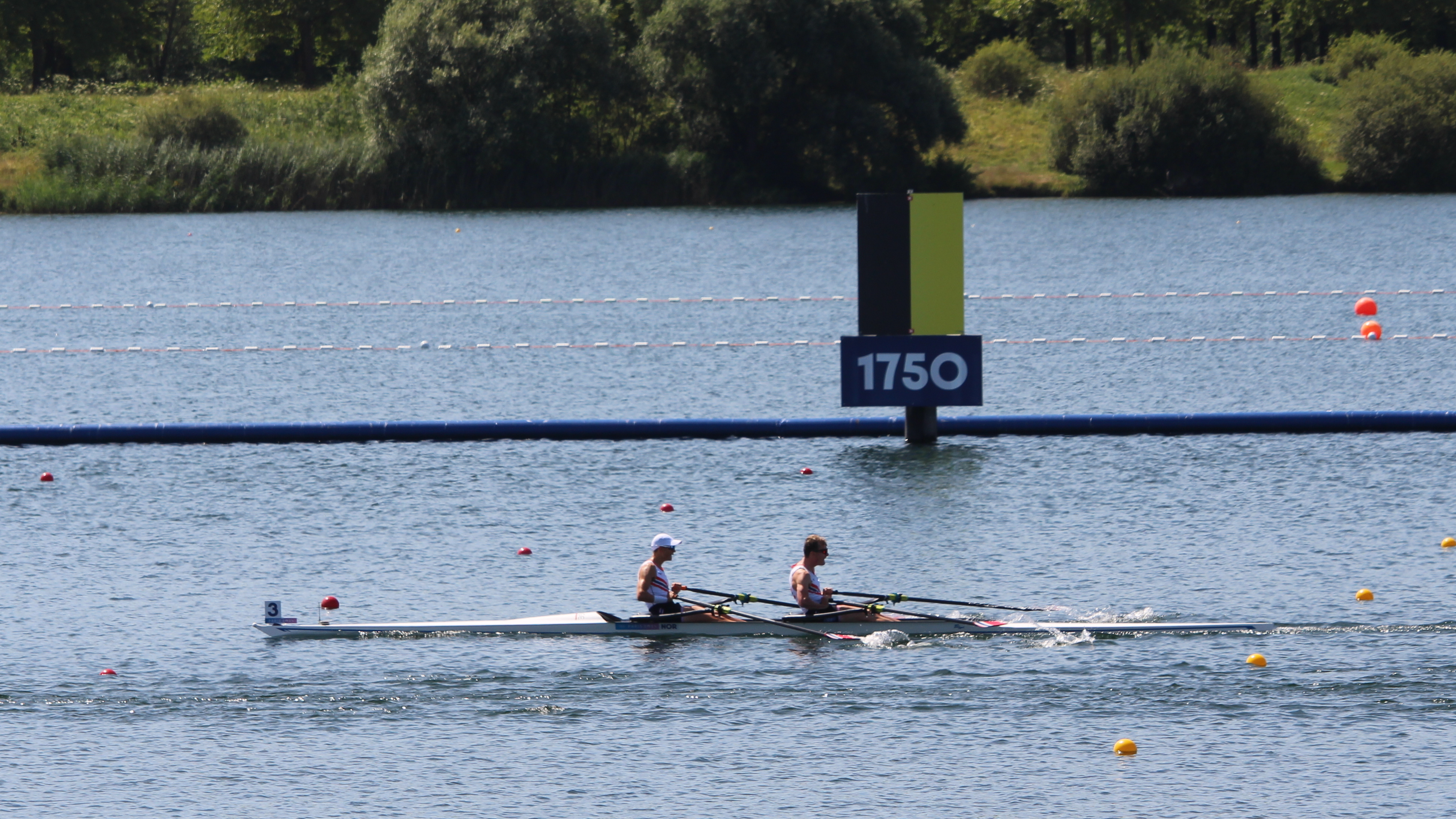
Lars Benske e Ask Tjøm durante a terceira bateria das eliminatórias

Os dois primeiros de cada bateria se classificam para as semifinais, enquanto os restantes disputam a repescagem.
Eliminatória 1
| Pos. | Raia | Remadores                          | CON           | Tempo   | Notas |
| ---- | ---- | ---------------------------------- | ------------- | ------- | ----- |
| 1    | 4    | Raphaël Ahumada Jan Schäuble       | SUI Suíça     | 6:24.88 | Q     |
| 2    | 3    | Dennis Carracedo Caetano Horta     | ESP Espanha   | 6:28.92 | Q     |
| 3    | 1    | Hugo Beurey Ferdinand Ludwig       | FRA França    | 6:31.32 | R     |
| 4    | 6    | Miguel Ángel Carballo Alexis López | MEX México    | 6:37.46 | R     |
| 5    | 5    | Naoki Furuta Masayuki Miyaura      | JPN Japão     | 6:52.58 | R     |
| 6    | 2    | Alejandro Colomino Pedro Dickson   | ARG Argentina | 7:04.34 | R     |

Eliminatória 2
| Pos. | Raia | Remadores                             | CON             | Tempo   | Notas |
| ---- | ---- | ------------------------------------- | --------------- | ------- | ----- |
| 1    | 5    | Stefano Oppo Gabriel Soares           | ITA Itália      | 6:29.17 | Q     |
| 2    | 1    | Jiří Šimánek Miroslav Vraštil Jr.     | CZE Chéquia     | 6:34.33 | Q     |
| 3    | 4    | Niels Van Zandweghe Tibo Vyvey        | BEL Bélgica     | 6:45.07 | R     |
| 4    | 3    | Eber Sanhueza César Abaroa            | CHI Chile       | 6:46.90 | R     |
| 5    | 2    | Shakhzod Nurmatov Sobirjon Safaroliev | UZB Uzbequistão | 6:56.57 | R     |

Eliminatória 3
| Pos. | Raia | Remadores                                   | CON         | Tempo   | Notas |
| ---- | ---- | ------------------------------------------- | ----------- | ------- | ----- |
| 1    | 4    | Fintan McCarthy Paul O'Donovan              | IRL Irlanda | 6:34.12 | Q     |
| 2    | 3    | Lars Benske Ask Tjøm                        | NOR Noruega | 6:41.77 | Q     |
| 3    | 2    | Petros Gkaidatzis Antonios Papakonstantinou | GRE Grécia  | 6:46.90 | R     |
| 4    | 5    | Igor Khmara Stanislav Kovalov               | UKR Ucrânia | 7:00.13 | R     |
| 5    | 1    | Ahmed Abdelaal Mohamed Kota                 | EGY Egito   | 7:20.92 | R     |

### Repescagem
Os três primeiros de cada bateria se classificam para as semifinais; os restantes avançam para a Final C (fora da chance de medalhas).
Repescagem 1
| Pos. | Raia | Remadores                                   | CON           | Tempo   | Notas |
| ---- | ---- | ------------------------------------------- | ------------- | ------- | ----- |
| 1    | 2    | Petros Gkaidatzis Antonios Papakonstantinou | GRE Grécia    | 6:39.46 | Q     |
| 2    | 3    | Hugo Beurey Ferdinand Ludwig                | FRA França    | 6:50.98 | Q     |
| 3    | 5    | Alejandro Colomino Pedro Dickson            | ARG Argentina | 6:52.94 | Q     |
| 4    | 4    | Eber Sanhueza César Abaroa                  | CHI Chile     | 6:58.78 | FC    |
| 5    | 1    | Ahmed Abdelaal Mohamed Kota                 | EGY Egito     | 7:14.95 | FC    |

Repescagem 2
| Pos. | Raia | Remadores                             | CON             | Tempo   | Notas |
| ---- | ---- | ------------------------------------- | --------------- | ------- | ----- |
| 1    | 3    | Niels Van Zandweghe Tibo Vyvey        | BEL Bélgica     | 6:42.99 | Q     |
| 2    | 4    | Igor Khmara Stanislav Kovalov         | UKR Ucrânia     | 6:46.05 | Q     |
| 3    | 2    | Miguel Ángel Carballo Alexis López    | MEX México      | 6:47.60 | Q     |
| 4    | 5    | Shakhzod Nurmatov Sobirjon Safaroliev | UZB Uzbequistão | 6:50.61 | FC    |
| 5    | 1    | Naoki Furuta Masayuki Miyaura         | JPN Japão       | 7:04.48 | FC    |

### Semifinais
Os três primeiros de cada bateria qualificam-se para a Final A, enquanto os restantes vão para a Final B (fora da chance por medalhas).
Semifinal A/B 1
| Pos. | Raia | Remadores                         | CON           | Tempo   | Notas |
| ---- | ---- | --------------------------------- | ------------- | ------- | ----- |
| 1    | 4    | Fintan McCarthy Paul O'Donovan    | IRL Irlanda   | 6:21.88 | FA    |
| 2    | 3    | Raphaël Ahumada Jan Schäuble      | SUI Suíça     | 6:24.31 | FA    |
| 3    | 5    | Jiří Šimánek Miroslav Vraštil Jr. | CZE Chéquia   | 6:25.99 | FA    |
| 4    | 6    | Hugo Beurey Ferdinand Ludwig      | FRA França    | 6:26.60 | FB    |
| 5    | 2    | Niels Van Zandweghe Tibo Vyvey    | BEL Bélgica   | 6:30.49 | FB    |
| 6    | 1    | Alejandro Colomino Pedro Dickson  | ARG Argentina | 6:51.59 | FB    |

Semifinal A/B 2
| Pos. | Raia | Remadores                                   | CON         | Tempo   | Notas |
| ---- | ---- | ------------------------------------------- | ----------- | ------- | ----- |
| 1    | 4    | Stefano Oppo Gabriel Soares                 | ITA Itália  | 6:22.85 | FA    |
| 2    | 2    | Petros Gkaidatzis Antonios Papakonstantinou | GRE Grécia  | 6:23.36 | FA    |
| 3    | 5    | Lars Benske Ask Tjøm                        | NOR Noruega | 6:26.62 | FA    |
| 4    | 3    | Dennis Carracedo Caetano Horta              | ESP Espanha | 6:35.05 | FB    |
| 5    | 6    | Igor Khmara Stanislav Kovalov               | UKR Ucrânia | 6:37.35 | FB    |
| 6    | 1    | Miguel Ángel Carballo Alexis López          | MEX México  | 6:37.43 | FB    |

### Finais
As regatas finais definem as posições de todos os remadores. Na Final A são decididos os medalhistas.
Final C
| Pos. | Raia | Remadores                             | CON             | Tempo   |
| ---- | ---- | ------------------------------------- | --------------- | ------- |
| 13   | 3    | Eber Sanhueza César Abaroa            | CHI Chile       | 6:28.00 |
| 14   | 4    | Naoki Furuta Masayuki Miyaura         | JPN Japão       | 6:30.93 |
| 15   | 2    | Shakhzod Nurmatov Sobirjon Safaroliev | UZB Uzbequistão | 6:31.33 |
| 16   | 1    | Ahmed Abdelaal Mohamed Kota           | EGY Egito       | 6:37.92 |

Final B
| Pos. | Raia | Remadores                          | CON           | Tempo   |
| ---- | ---- | ---------------------------------- | ------------- | ------- |
| 7    | 3    | Hugo Beurey Ferdinand Ludwig       | FRA França    | 6:19.73 |
| 8    | 4    | Dennis Carracedo Caetano Horta     | ESP Espanha   | 6:19.90 |
| 9    | 5    | Niels Van Zandweghe Tibo Vyvey     | BEL Bélgica   | 6:20.28 |
| 10   | 6    | Miguel Ángel Carballo Alexis López | MEX México    | 6:25.84 |
| 11   | 2    | Igor Khmara Stanislav Kovalov      | UKR Ucrânia   | 6:26.32 |
| 12   | 1    | Alejandro Colomino Pedro Dickson   | ARG Argentina | 6:31.86 |

Final A
| Pos.              | Raia | Remadores                                   | CON         | Tempo   |
| ----------------- | ---- | ------------------------------------------- | ----------- | ------- |
| Medalha de ouro   | 3    | Fintan McCarthy Paul O'Donovan              | IRL Irlanda | 6:10.99 |
| Medalha de prata  | 4    | Stefano Oppo Gabriel Soares                 | ITA Itália  | 6:13.33 |
| Medalha de bronze | 2    | Petros Gkaidatzis Antonios Papakonstantinou | GRE Grécia  | 6:13.44 |
| 4                 | 5    | Raphaël Ahumada Jan Schäuble                | SUI Suíça   | 6:16.50 |
| 5                 | 6    | Lars Benske Ask Tjøm                        | NOR Noruega | 6:20.92 |
| 6                 | 1    | Jiří Šimánek Miroslav Vraštil Jr.           | CZE Chéquia | 6:21.00 |